# Concert per a orgue (Poulenc)
El Concert per a orgue, orquestra de corda i timbales en sol menor, FP 93, és un concert compost per Francis Poulenc per a orgue entre 1934 i 1939. S'ha convertit en una de les peces d'aquest gènere, no escrites en l'època barroca, que més freqüentment s'ha tocat. Es va estrenar el 21 de juny de 1939 a Salle Gaveau de París amb l'organista Maurice Duruflé i amb l'Orchestre symphonique de Paris dirigida per Roger Désormière.

## Origen i context
El 1933, Nadia Boulanger va esdevenir l'encarregada de Winnaretta Singer, princesa Edmond de Polignac, de comissionar noves obres que s'havien de representar al seu saló. El 1934, la comissió d'aquest concert es va oferir originalment a Jean Françaix, que es va negar per tenir massa feina. Aquest va recomanar a Poulenc, i a principis de 1933, Boulanger va oferir a Poulenc 12.500 francs, la meitat per avançat, per compondre una peça per a piano amb un acompanyament d'orquestra de cambra i que fos fàcil perquè la princesa probablement la pogués tocar ella mateixa.
Entre 1934 i 1936, Poulenc va estar ocupat de manera intermitent en la composició d'aquest concert. La mort d'un col·lega i amic, el jove crític i compositor Pierre-Octave Ferroud, a la primavera de 1936, va fer que Poulenc anés en peregrinació a la Verge Negre de Rocamadour, on va redescobrir la seva la fe cristiana. Aquesta nova convicció religiosa no només va alimentar el seu interès en la música religiosa, que va començar a compondre, sinó que també va influenciar molt al seu incomplet concert per a orgue.
El 1938, va rebre la pressió de la princesa de Polignac que volia estrenar-lo al mateix temps que l'òpera de cambra Diable boiteux de Françaix, el mes de maig de 1938. Finalment l'òpera es va estrenar el 30 de maig sense el concert. A finals de maig, el concert estava pràcticament llest, però va demanar a la princesa que l'estrena s'allargués fins al 29 de juny. Poulenc es queixava que la peça li estava donant molts problemes i va culpar el retard a la necessitat de consultar a Nadia Boulanger sobre alguns registres i altres detalls compositius.

## Representacions
Finalment, la primera audició privada va tenir lloc el 16 de desembre de 1938 a l'hotel Singer-Polignac de París amb l'organista Maurice Duruflé i amb Boulanger a la direcció. L'estrena pública no fou fins al 21 de juny de 1939 a la Salle Gaveau de París, amb Duruflé de nou a l'orgue i aquesta vegada amb l'Orquestra Simfònica de París sota la direcció de Roger Désormière.
El 21 de desembre de 1942 es va representar al Théâtre Populaire, al palau de Chaillot, de París, amb Duruflé a l'orgue i Charles Munch en la direcció.

## Anàlisi musical
Escrit en un estil despullat, utilitza elements tècnics directament agafats del llenguatge de J.S. Bach. Cal remarcar els efectes de les timbales associades a l'orgue.